# Xenija Sergejewna Gaidarschi
Xenija Sergejewna Gaidarschi (russisch Ксения Сергеевна Гайдаржи; englische Schreibweise Ksenia Gaydarzhi; * 8. Februar 1995) ist eine ehemalige russische Tennisspielerin.

## Karriere
Gaidarschi bevorzugte Hartplätze und spielte vor allem bei Turnieren der ITF Women’s World Tennis Tour, wo sie zwei Titel im Einzel gewinnen konnte.

## Turniersiege

### Einzel
| Nr. | Datum              | Turnier             | Kategorie   | Belag     | Finalgegnerin | Ergebnis      |
| --- | ------------------ | ------------------- | ----------- | --------- | ------------- | ------------- |
| 1.  | 19. Juli 2015      | Scharm asch-Schaich | ITF $10.000 | Hartplatz | Julia Jones   | 7:5, 3:6, 6:2 |
| 2.  | 13. September 2015 | Antalya             | ITF $10.000 | Hartplatz | Fanny Östlund | 7:63, 6:1     |